# مضاد حيوي ضيق الطيف
المضاد الحيوي ضيق الطيف هو مضاد حيوي لا يمكنه العمل إلا على عدد محدود من البكتيريا أو نوع واحد من البكتيريا. على عكس المضاد الحيوي واسع الطيف الذي يمكنه العمل على عدة أنواع من البكتيريا.

## إيجابيات الاستخدام
1. التقليل من فرصة المقاومة البكتيرية.[2]
2. لا يقتل البكتيريا النافعة في الجسم وبالتالي يقلل من فرصة حدوث عدوى المطثية العسيرة.[2]
3. يمكن استخدامه لمن لديه تكرار لنفس العدوى بعد معرفة نوع البكتيريا المسبب للمرض.[2]

## سلبيات الاستخدام
1. لا يمكن استخدام هذا النوع من المضادات إلا في حال معرفة ما هو البكتيريا المسببة للمرض (عن طرق اختبارات في المعامل). ولذلك في معظم الأحيان يتم استخدام المضادات من النوع الواسع الطيف.[2]
2. لا يمكن استخدامه للوقاية من الأمراض إلا في حال معرفة نوع البكتيريا المسبب للمرض.[2]
3. لا يمكن استخدامه في الحالات الخطيرة جدا كالتهاب الرئة إلا في حال معرفة نوع البكتيريا المسبب للمرض.[2]

## صعوبات تطوير هذه المضادات
1. أكثر تحدي يتم مواجهته في هذه المجموعة من المضادات هو احتياج اختبار معمل سريع ودقيق لمعرفة نوع البكتيريا المسبب للمرض.
2. الكشف وتطوير مضادات من هذا النوع يواجه تحديات اقتصادية. فمن التأكيد أن نسبة الربح للدواء يتناسب طرديا مع نسبة وجود المرض في المجتمع.
3. يجب أن يتم تغيير السلوك النمطي للشركات الصيدلانية فعندما يبحثون عن مضادات حيوية جديدة جميعهم يبحثون عن مضاد يعمل على أكثر من نوع واحد من البكتيريا وأي مركب يتم اكتشافه ولا ينطبق عليه هذه الشروط يتم استبعاده.

## أمثلة
1. آيزونيازيد (Izoniazid) الذي يستعمل لعلاج مرض السل.[2]
2. بيرازيناميد (Pyrazinamide) الذي يستعمل لعلاج مرض السل.[2]
3. فانكوميسين (Vancomycin) يستعمل في محاربة عدة بكتيريا من نوع الجرام بوستيف فقط.[3]
4. بنسلن من النوع القديم كبنسلن جي (Penicillin G).[1]
5. المضادات اللتي من مجموعة الماكروليد (Macrolides).[2]